# 川底温泉
川底温泉（かわぞこおんせん）は、大分県玖珠郡九重町（旧国豊後国）にある温泉。九重九湯の一つである。

## 泉質
- 単純温泉
  - 源泉温度60 - 67℃。

飲泉時胃腸に対する効能があるとされる。

## 温泉街
町田川沿いに一軒宿の「旅館蛍川荘」が存在する。玉石を敷き詰めた、足元湧出の混浴大浴場が有名である。宿の入り口には飲泉場もある。

## 歴史
開湯は延喜元年である。開湯伝説によれば、菅原道真が刺客を逃れてこの地を訪れた際に発見したという。1856年（安政3年）庄屋の菅原元徳が村民のために温泉開発を行ったのが温泉場としての始まりであり、現在も使用される石畳の浴槽を造って湯小屋や宿を建てたと伝わる。

## アクセス
- 鉄道：久大本線豊後森駅よりバスで約30分。